# Luis Campoy Zueco
Luis Campoy Zueco (Ablitas, Navarra, 31 de diciembre de 1938) es un docente, historiador y político español.

## Biografía
Licenciado en Historia por la Universidad de Zaragoza y en Psicología por la Universidad Complutense de Madrid, trabajó como profesor y director de dos centros de educación general básica en Tudela y como coordinador de orientación escolar en las comarcas de la Ribera Navarra. De 1979 a 1983 fue director de formación profesional en Navarra.
Durante la transición democrática militó en el Frente Navarro Independiente (FNI) junto con Víctor Manuel Arbeloa, Tomás Caballero Pastor o Jesús Malón. 
Tras el derrumbe del FNI se afilió a la Unión del Pueblo Navarro debido a su navarrismo. Con este partido fue elegido diputado en las elecciones al Parlamento de Navarra de 1991 y alcalde de Tudela de 1995 a 2003.
Dentro de las listas del Partido Popular fue elegido diputado en las elecciones al Parlamento Europeo de 1994 ejerciendo dentro del Parlamento Europeo la vicepresidencia de la Comisión de Política Regional (1994-1997) y de la Delegación para las relaciones con Suiza, Islandia y Noruega (1994-1997).
En 1999 ya no se presentó a las elecciones generales españolas de 2000 y fue elegido senador por Navarra, hasta que renunció en 2003 para ser nombrado Consejero de Educación del Gobierno de Navarra, cargo que ocupó desde el 2 de julio de 2003 hasta 2007.